# 绮云书室
绮云书室，位于中国广东省深圳市西乡街道乐群社区，为深圳市的一个市、县级文物保护单位，类型为古建筑，公布时间为1998年7月15日。
绮云书室的历史年代为清代。